# 닌텐도 네트워크
닌텐도 네트워크(Nintendo Network)는 닌텐도의 닌텐도 와이파이 커넥션(Wi-Fi Connection)에 이은 두 번째 온라인 서비스로서, 닌텐도 3DS와 Wii U 사용자들이 게임을 이용할 수 있도록 제공하는 서비스이다. 이 기술은 2012년 1월 26일 컨퍼런스에서 처음으로 발표되었다.

## 역사

### 예고 발표
2012년 1월 20일 NeoGAF에서 Theatrhythm Final Fantasy's box art의 "닌텐도 네트워크" 아이콘이 공개되었다. 그것은 닌텐도 와이파이(Wi-Fi connection)의 새로운 브랜드 닌텐도 네트워크를 예상할 수 있게하였다.

### 발표
닌텐도는 2012년 1월 26일에 공식적으로 닌텐도 네트워크를 발표하면서, 닌텐도 네트워크는 닌텐도 와이파이의 새로운 브랜드로서 완전히 새로운 통합 네트워크 시스템이 될 것이라고 말하였다. 또한 닌텐도 네트워크가 온라인 멀티플레이어, e-Shop등을 위한 인프라를 제공할 것이라 하였다.

## 닌텐도 네트워크 구조
|                 | Wii U                                                                          | 닌텐도 3DS                                                 |
| --------------- | ------------------------------------------------------------------------------ | ---------------------------------------------------------- |
| 계정            | 사용자 계정 정보(시스템당 최대 12개) 가입ID/온라인ID                           | 친구 코드 시스템(친구 카드) 사용자 계정 정보(시스템당 1개) |
| 클라우드        | 닌텐도 클라우드(2013)                                                          | N/D                                                        |
| 커뮤니케이션    | 쪽지기능 Wii U 채팅(음성,영상,문자 채팅방) 친구목록 닌텐도DS와의 크로스 플랫폼 |                                                            |
| 엔터테인먼트    | 닌텐도 TVii 유투브                                                             | 닌텐도 비디오 유로스포츠 e-리더                            |
| 프리미엄 서비스 | 닌텐도 네트워크 프리미엄                                                       | N/D                                                        |

## 같이 보기
- 닌텐도 Wi-Fi 커넥션
- WiiConnect24
- 닌텐도 스위치 온라인
- 닌텐도 e숍
- 플레이스테이션 네트워크